# پینوکیو (فیلم ۱۹۹۲)
«پینوکیو» (انگلیسی: Pinocchio) یک فیلم ویدئویی در ژانر پویانمایی که در سال ۱۹۹۲ منتشر شد.